# Romeo Kambou
Romeo Kambou (Alto Volta, 13 de noviembre de 1980) es un exfutbolista de Burkina Faso que jugaba en la posición de delantero centro.

## Carrera

### Club
| Periodo   | Club             |
| --------- | ---------------- |
| 1996-1998 | USFA Ouagadougou |
| 1998-2002 | Baniyas Club     |
| 2002      | Sarawak FA       |
| 2002-2003 | Al-Wakrah SC     |
| 2004-2005 | Al Dhafra FC     |
| 2005-2008 | Sarawak FA       |

### Selección nacional
Jugó para Burkina Faso en 31 ocasiones de 1997 a 2002 y anotó un gol, el cual fue en la victoria por 1-0 ante Guinea en la Copa Africana de Naciones 1998.

## Logros
- Primera División de Burkina Faso (1): 1998
- Supercopa de Burkina Faso (1): 1997/98